# نیوبوری، بارکشر
latitudeنیوبوری، بارکشرlongitudeنیوبوری، بارکشر
نیوبوری، بارکشر (به انگلیسی: Newbury, Berkshire) یک منطقهٔ مسکونی در انگلستان است که در جنوب شرقی انگلستان واقع شده‌است.

## خصوصیات
نیوبوری ۳۹٬۱۸۶ نفر جمعیت دارد.